# 노원동
노원동(魯院洞)은 대한민국 대구광역시 북구의 행정동이다. 법정동 노원동1가, 노원동2가, 노원동3가를 관할한다.

## 유래
조선 초기에 교통 기관인 역원 중 대노원이 있었던 자리라고 원대동이라고 했으며, 1975년 10월 1일 북구에 편입되면서 노곡동(魯谷洞)의 노와 원대동(院垈洞)의 원을 따서 노원동(魯院洞)이라고 하였다.

## 역사
- 1895년 6월 23일(음력 윤5월 1일) 대구부 대구군 서중면 원대동/용천동[1]
- 1896년 8월 4일 경상북도 대구군 서중면 원대동/용천동[2]
- 1910년 10월 1일 경상북도 대구부 서중면 원대동/용천동[3]
- 1914년 4월 1일 경상북도 달성군 달서면 원대동[4]
- 1938년 10월 1일 경상북도 대구부 원대동[5]
- 1938년 11월 2일 경상북도 대구부 원대동(서부출장소 관할)[6]
- 1949년 8월 15일 경상북도 대구시 원대동(서부출장소 관할)[7]
- 1963년 1월 1일 경상북도 대구시 서구 원대동[8]
- 1963년 12월 1일 원대동을 원대동1가, 원대동2가, 원대동3가로 분동하였다.[9]
- 1966년 1월 1일 원대동3가를 원대동3가, 원대동4가, 원대동5가, 원대동6가로 분동하였다.[10]
- 1975년 10월 1일 서구 원대동2가 일부/원대동4가, 원대동5가, 원대동6가를 북구에 편입하고,[11] 노원동1가, 노원동2가, 노원동3가로 각각 개칭하였다. 행정동은 노원1·2가동, 노원3가동으로 개편하였다.[12] (2행정동)
- 1979년 5월 1일 행정동 노원3가동을 노원3가1동, 노원3가2동으로 분동하였다.[13] (3행정동)
- 1981년 7월 1일 대구직할시 북구 노원동[14]
- 1995년 1월 1일 대구광역시 북구 노원동[15]
- 1998년 10월 12일 행정동 노원1·2가동을 노원1·2동으로 개칭하고, 노원3가1동, 노원3가2동을 노원3동으로 합동하였다.[16] (2행정동)
- 2009년 7월 1일 행정동 노원1·2동, 노원3동을 노원동으로 합동하였다.[17] (1행정동)

## 주요 시설

### 금융 기관
- 대구은행 3공단영업부
- 국민은행 3공단지점
- 신한은행 3공단지점
- 하나은행 노원동지점
- 대구원대새마을금고 본점

### 관공서
- 대구북부경찰서 노원지구대
- 대구북부경찰서 북침산치안센터
- 노원동우체국
- 노원소방파출소

### 재래시장
- 팔달신시장
- 팔달시장

### 주거
| 단지명                     | 건설사   | 시행사                  | 주소               | 주소       | 입주 | 비고 |
| -------------------------- | -------- | ----------------------- | ------------------ | ---------- | ---- | ---- |
| 북구청역 푸르지오 에듀포레 | 대우건설 | 한국자산신탁㈜ ㈜엠엘디 | 북구 침산남로 30   | 2024년 7월 |      |      |
| 대구노원 한신더휴          | 한신공영 | 한국토지주택공사        | 북구 노원로10길 40 | 2017년 8월 |      |      |